# Stanisław Piekarowicz
Stanisław Piekarowicz (ur. 1 grudnia 1903 w Grajewie, zm. 27 grudnia 1987) – polski urzędnik, a w czasie okupacji niemieckiej członek Komendy Obrońców Polski (KOP), Kujawskiego Związku Polityczno-Literackiego „Zew” (KZPL) oraz Kujawskiego Stowarzyszenia Społeczno-Literackiego (KSSL). 

## Życiorys
W rodzinnym Grajewie ukończył szkołę powszechną oraz szkołę średnią. Od 1926 do 1931 studiował na Wydziale Humanistycznym Uniwersytetu Warszawskiego, ale z nieustalonych przyczyn przerwał naukę w trakcie czwartego roku studiów. W tym okresie był aktywnym członkiem Akademickiego Koła Grajewian.
W latach 1931–1934 pracował jako urzędnik i sekretarz w Izbie Skarbowej Grodzkiej w Warszawie. W 1934 roku przeniósł się do Włocławka. Przez rok praktykował tam bez wynagrodzenia w Wydziale Powiatowym, a następnie został zatrudniony na stałe w biurze Wydziału Powiatowego Sejmiku Włocławskiego.

### II wojna światowa
Podczas II wojny światowej znalazł się w niemieckiej strefie okupacyjnej. Pozostał wówczas na dotychczasowym miejscu zatrudnienia. Piekarowicz posiadał wówczas także przepustkę do Otwocka umożliwiającą mu przejazd z Włocławka do Generalnego Gubernatorstwa (w Otowcku sprawował opiekę nad matką oraz chorą siostrą z dwójką dzieci w wieku 3 i 4 lata). Od jesieni 1939 roku, był członkiem komendy Obowdu KOP we Włocławku.
W maju 1940 roku został wraz z Aleksym Lasińskim, zwerbowany przez Adriana Turczynowicza do Kujawskiego Związku Polityczno-Literackiego „Zew”, gdzie wszedł do powołanego przez Turczynowicza, komitetu redakcyjnego tygodnika Ogniwo. W sierpniu 1940 roku, w wyniku rozłamu w KZPL, odszedł z tej organizacji i dołączył do grupy, która utworzyła Kujawskie Stowarzyszenie Społeczno-Literackie. Był członkiem władz KSSL jako członek komitetu redakcyjnego jego pisma pt. Piorun oraz jedna z osób kierujących komitetem pomocy społecznej tej organizacji. Po aresztowaniu przywódcy KZPL – Eugeniusza Karola Kłosowskiego pod koniec lutego 1941 roku, wraz z innymi przywódcami KSSL  zdecydował się na ukrycie. Za Lasińskim, Piekarowiczem i Turczynowiczem, Niemcy wystawili listy gończe.

### Okres powojenny
29 maja 1945 przybył do Lwówka Śląskiego w  grupie 13 Polaków, którym powierzono zorganizowanie nowej administracji publicznej w mieście i powiecie. W tym okresie Pełnomocnikiem Rządu RP na Obwód 32 Dolnego Śląskiego we Lwówku Śląskim był Zygmunt Mościcki jako starosta oraz Stanisław Piekarowicz jako wicestarosta. Był również przewodniczącym Obywatelskiego Komitetu Odbudowy Warszawy w Lwówku Śląskim.
Według Macieja Szczerpy to Stanisław Piekarowicz jako wicestarosta lwówecki, wymyślił powojenną nazwę wsi Ubocz.
24 września 1977 nadano mu tytuł Honorowego Obywatela Lwówka Śląskiego.
Zmarł 27 grudnia 1987. Został pochowany na Cmentarzu Komunalnym w Lwówku Śląskim (Sektor; XVIII/ Rząd; 1/ Numer; 40).

## Odznaczenia
- Srebrny Krzyż Zasługi[11]